# Arrivée du train de Normandie, gare Saint-Lazare
Arrivée du train de Normandie, gare Saint-Lazare – ou encore La Gare Saint-Lazare, le train de Normandie – est un tableau réalisé par le peintre français Claude Monet en 1877. Cette peinture à l'huile sur toile est un paysage urbain impressionniste relevant de la série La Gare Saint-Lazare. Elle représente l'arrivée d'un train provenant de Normandie dans la gare Saint-Lazare, à Paris. Exposée lors de la troisième exposition impressionniste, l'œuvre est léguée en 1933 à l'Art Institute of Chicago, à Chicago, dans l'Illinois, aux États-Unis.